# Глажево (посёлок при станции)
Глажево — посёлок при железнодорожной станции в Глажевском сельском поселении Киришского района Ленинградской области.

## История
Согласно данным переписи населения СССР 1926 года на станции Глажево Глажевского сельсовета Глажевской волости Волховского уезда проживали 13 человек — все русские. 

Станция Глажево на карте 1937 года

Согласно переписи населения СССР 1939 года в посёлке при станции Глажево проживали 28 мужчин и 29 женщин, всего 57 человек.
По данным 1966, 1973 и 1990 годов посёлок при станции Глажево входил в состав Глажевского сельсовета.
В 1997 году в посёлке при станции Глажево Глажевской волости проживали 28 человек, в 2002 году — 23 (русские — 96 %).
В 2007 году в посёлке при станции Глажево Глажевского СП проживали 28 человек, в 2010 году — 30.

## География
Посёлок расположен в северо-западной части района у железнодорожной станции Глажево, на автодороге 41А-006 (Зуево — Новая Ладога). 
Расстояние до административного центра поселения — 0,5 км.

## Демография
| 1997 | 2002 | 2007 | 2010 | 2017 |
| ---- | ---- | ---- | ---- | ---- |
| 28   | ↘23  | ↗28  | ↗30  | ↗35  |

### Национальный состав
Согласно данным Всероссийской переписи населения 2021 года в деревне проживал 31 человек, все русские.